# Clump-Mountain-Nationalpark
Der Clump-Mountain-Nationalpark (engl.: Clump Mountain National Park) ist ein Nationalpark im Nordosten des australischen Bundesstaates Queensland.

## Lage
Er liegt 1.287 Kilometer nordwestlich von Brisbane und 38 Kilometer südlich von Innisfail.

## Geländeformen
Die höchste Erhebung im Park ist der Bicton Hill, ein nach Osten steil und nach Westen flach abfallender, niedriger Hügel, der sowohl den Aborigines als auch den ersten europäischen Siedlern als Ausguck diente. Die ersten Siedler aus England benannten den Hügel nach ihrem Heimatort in Devon.

## Flora und Fauna
Im Park findet man noch Reste des tropischen Küstenregenwaldes, der früher das gesamte Tiefland in den Wet Tropics bedeckte.
Das Gebiet des Parkes zählt dementsprechend auch zur Coastal Wet Tropics Important Bird Area, die von BirdLife International ausgewiesen wurde. Es bietet z. B. dem Helmkasuar, einer gefährdeten Laufvogelart, die nur in den Regenwäldern Neuguineas und Queenslands vorkommt, einen Lebensraum.

## Kultur
Auf dem Land, das heute den Nationalpark ausmacht, lebte seit Tausenden von Jahren der Aboriginesstamm der Djiru. Die nahegelegene Bingil Bay war ein bevorzugter Rastplatz der Aborigines. Aus den Pflanzen des Regenwaldes fertigten sie Netze, Behausungen, Werkzeuge, Waffen und sogar Medizin.

## Einrichtungen
Es gibt einen 3,9 Kilometer langen Wanderweg rund um den Bicton Hill. Dort kann man die Pflanzen des Regenwaldes studieren und sieht auch gelegentlich einen Helmkasuar.
Die Bingil Bay Road führt von der Siedlung Mission Beach 4,6 Kilometer nach Norden zum Parkeingang. Mission Beach ist vom Bruce Highway (Ausfahrt El Arish) aus zu erreichen.